# Schloss Erbach (Donau)

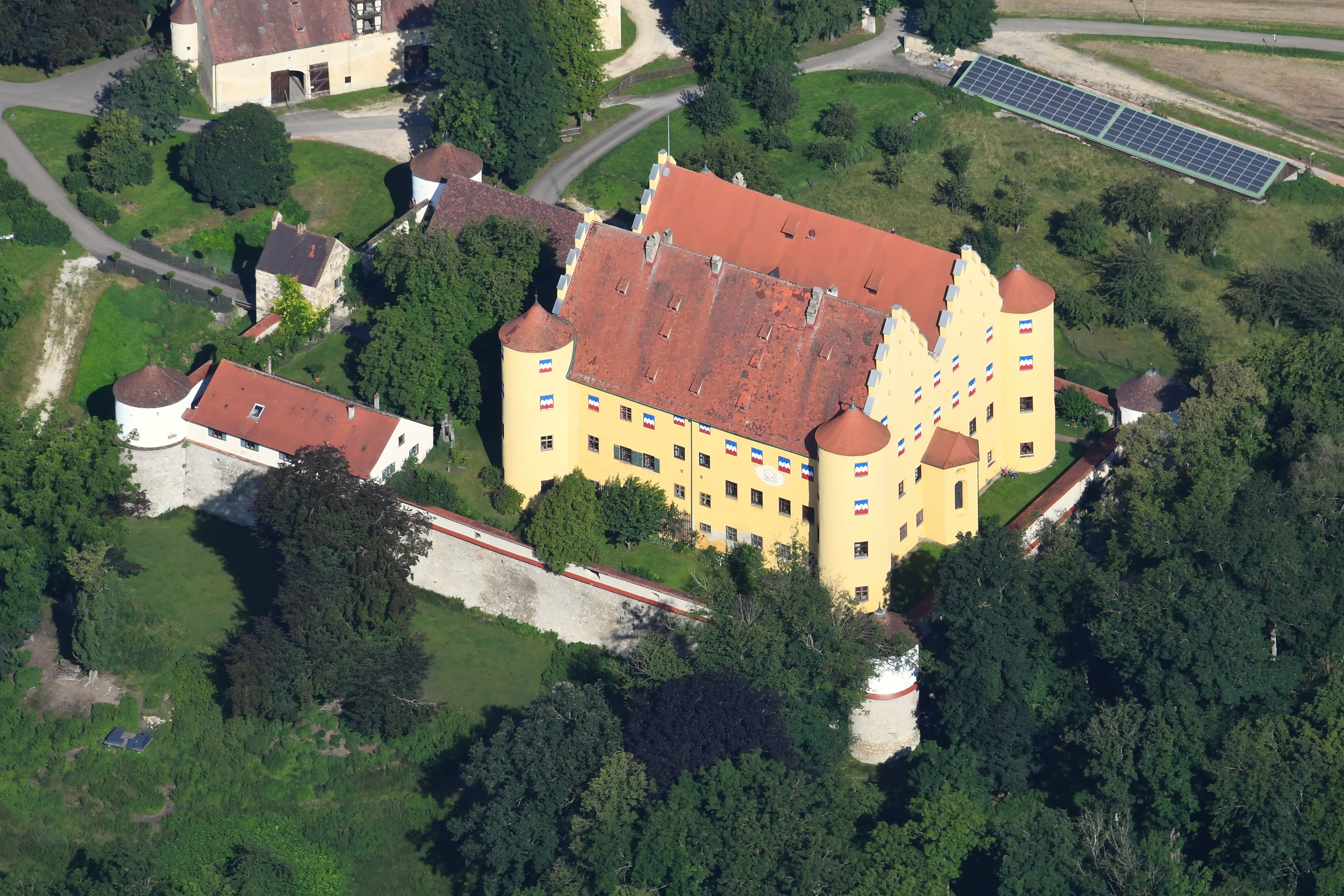
Schloss Erbach aus der Luft

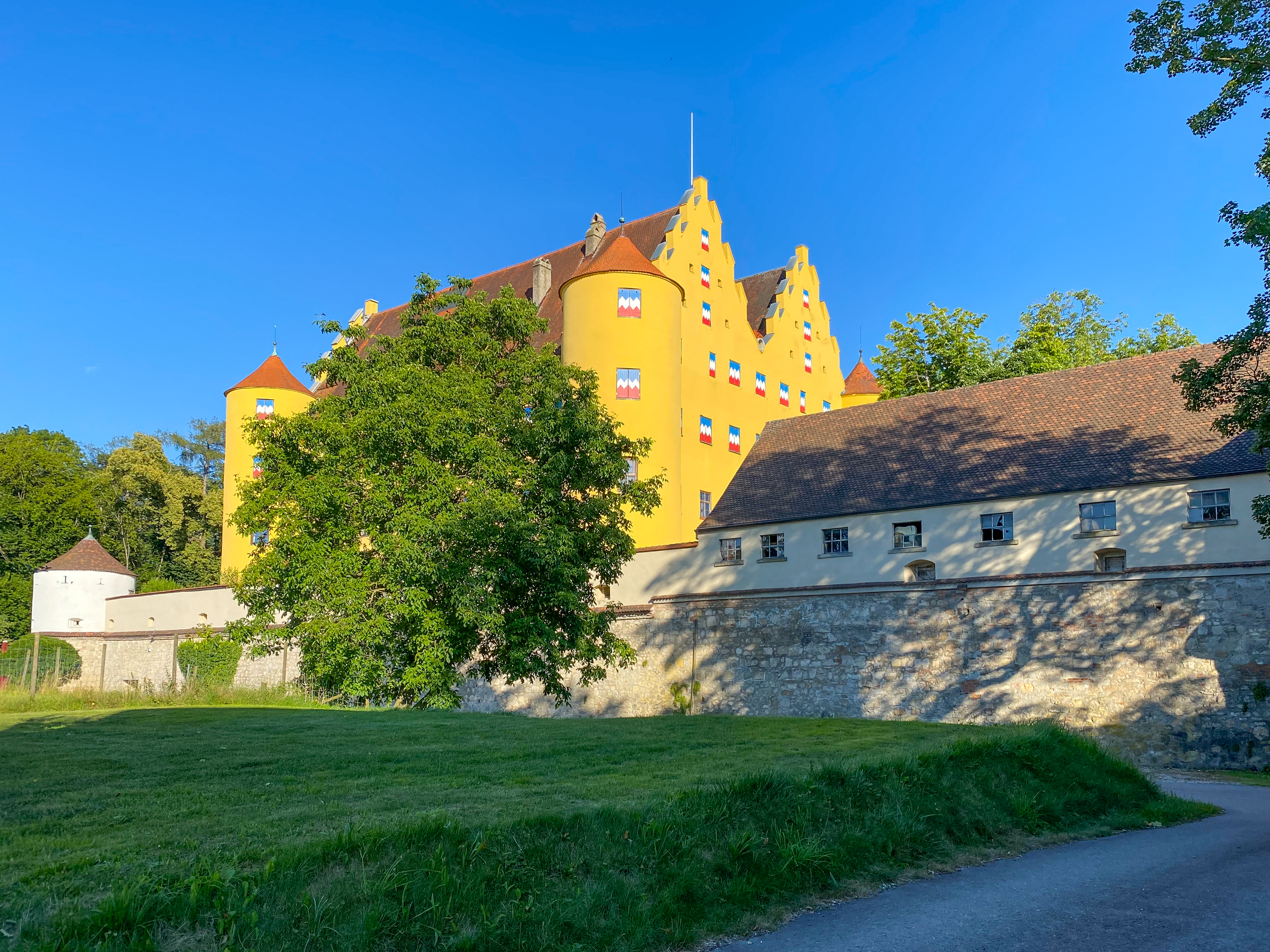
Schloss Erbach (2020)

Schloss Erbach ist ein patrizisches Renaissanceschloss auf zwei Anhöhen unweit der Stadt Erbach im Alb-Donau-Kreis.

## Geschichte

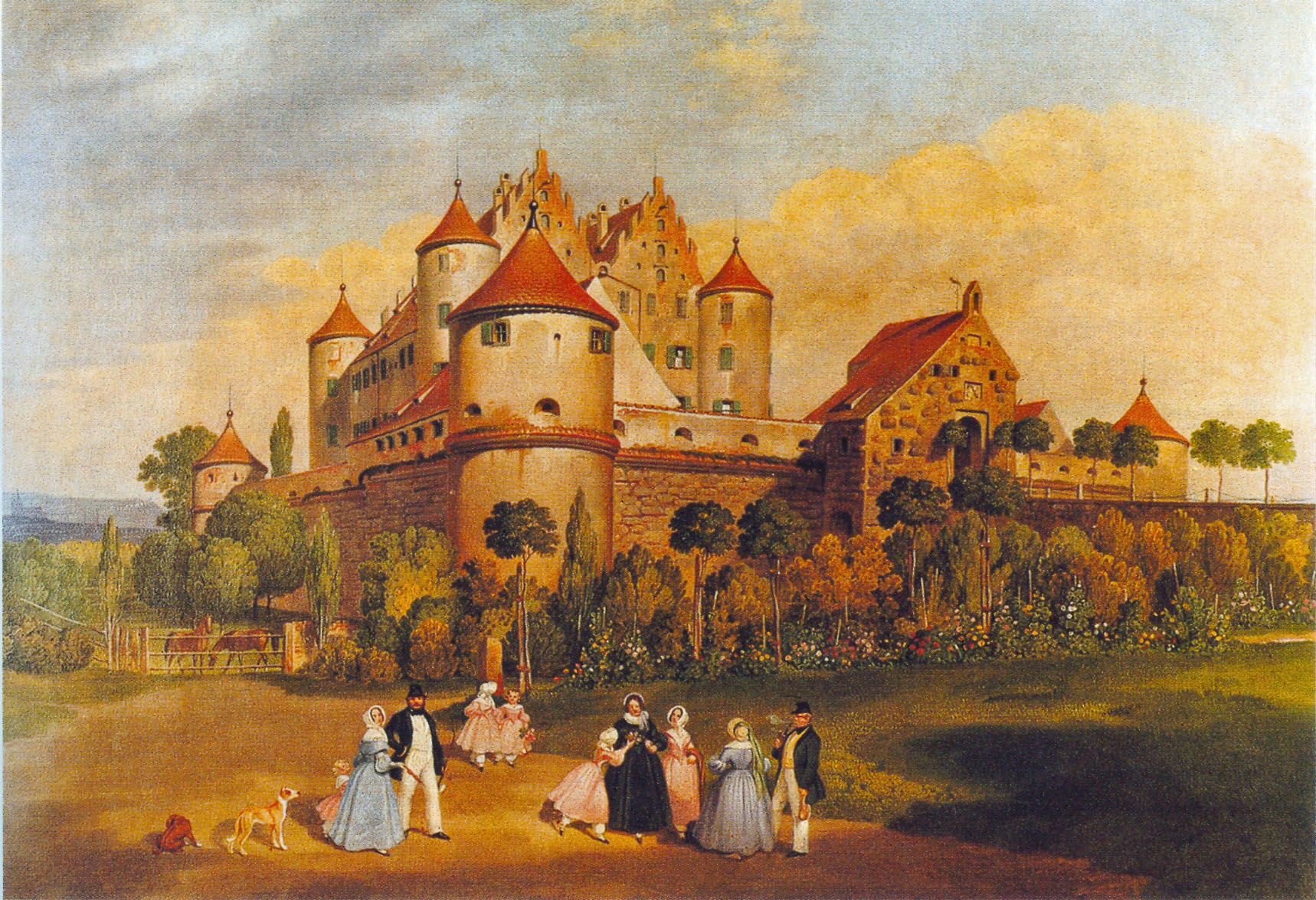
Schloss Erbach um 1844

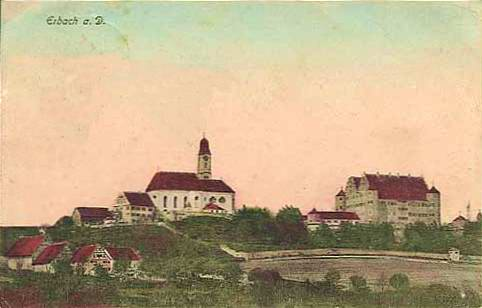
Erbach um 1920

Die heute als Schlossberg bezeichnete Anhöhe wurde bereits vor dem Schlossbau mit einer Burg bebaut, um den ehemals wichtigen Donauübergang zu sichern. Während des Hochmittelalters lag Erbach im Gebiet des Herzogtums Schwaben und war Lehen der Grafen von Berg zu Schelklingen. 1345 fiel Erbach an die Territorien der Habsburger in Vorderösterreich. Diese vergaben die Herrschaft am Ort an wechselnde Adelsfamilien zu Lehen, darunter zum Beispiel die Herren von Ellerbach, die Lochen und die Stadion, 1348 die Stein, 1400 die Schenk und im weiteren Verlauf des 15. Jahrhunderts die Villenbach und Westernach.
1388 kaufte Herzog Georg der Reiche von Bayern den Habsburgern die Ortsherrschaft ab, die Kaiser Maximilian nach dem Landshuter Erbfolgekrieg von 1504/05 als erledigtes Lehen wieder zurücknahm. Anschließend verpfändeten die Habsburger die Ortsherrschaft mehrmals. Nach mehrfachen Besitzwechseln wurde 1534 das Pfandlehen Erbach an den Kaufmann Hans II. Paumgartner aus einem Augsburger Patriziergeschlecht übertragen, der 1535 auch die Herrschaft Schwangau erwarb und 1537 durch Kaiser Karl V. als Freiherr Paumgartner von Hohenschwangau zum Schwanstein geadelt wurde. Er galt als der „zu seiner Zeit zweitreichste Mann Deutschlands“, nach seinem Schwager Anton Fugger. Die Errichtung des heute sichtbaren Schlosses wurde 1550 von seinem Sohn Hans Georg (1515–1570), der sich auch von Baumgarten nannte, begonnen und um 1555 vollendet. 1562 ging die Augsburger Firma der Paumgartner bankrott, Hans Georg kam zu Augsburg in den Schuldturm und saß bis an sein Lebensende 1570 im Gefängnis. Der Enkel Franz Ferdinand (um 1555–1630) musste das Schlossgut 1612 an Hans Ludwig von Ulm verpfänden, der dann auch die Lehnsbestätigung erhielt.
Ein heute nicht mehr vorhandener Lustgarten wurde nach dem Dreißigjährigen Krieg hinzugefügt. Umbauten erfolgten ab dem 18. Jahrhundert kaum mehr, da die Freiherren von Ulm in Günzburg wohnten, sodass die heutige äußere Erscheinungsform noch immer der Mitte des 16. Jahrhunderts entspricht. Das Schloss ist, wie auch Schloss Warthausen, bis heute in ihrem Familienbesitz.

## Bauten
Das Schloss ist an die Patrizierarchitektur der Städte eng angelegt, wobei insbesondere die Staffelgiebel und Satteldächer darauf hinweisen. Der Zugang erfolgt über eine Zugbrücke mit anschließendem Torbau. Am Torbau ist das Ehewappen von Hans Georg von Baumgarten und seiner aus der Steiermark stammenden Frau Anna von Kainach-Leonrodt-Einöd angebracht. Der nachfolgende Schlosshof mit Ziehbrunnen ist von Stallungen und Wirtschaftsgebäuden umgeben. Am Ende der großen Halle befindet sich die barocke Schlosskapelle.
Über das Treppenhaus sind mehrere Zimmer zu erreichen. Das Renaissancezimmer wurde 1884 letztmals verändert. Neben ihm sind noch das Kleine Rauchzimmer, der Maria-Theresia-Salon, der Braune Salon, der Rote Salon und ein Geistlicher Salon erwähnenswert.
Ein Teil der Räumlichkeiten wird von einem Restaurant, der Keller des Schlosses als Theater genutzt.